# غابريلا ستريت
غابريلا ستريت (بالإنجليزية: Gabby Street)‏ هو لاعب كرة قاعدة أمريكي، ولد في 30 سبتمبر 1882 في هنتسفيل في الولايات المتحدة، وتوفي في 6 فبراير 1951 في جوبلن في الولايات المتحدة.

## وصلات خارجية
- غابريلا ستريت على موقعبيزبول رفرنس.كوم (الدوري الرئيسي) (الإنجليزية)
- غابريلا ستريت على موقعبيزبول رفرنس.كوم (الدوري الثانوي) (الإنجليزية)